# Monserrat
Monserrat (in valenciano: Montserrat)  è un comune spagnolo di 7 231 abitanti situato nella comunità autonoma Valenciana.